# Homalomena elegans
Homalomena elegans är en kallaväxtart som beskrevs av Adolf Engler. Homalomena elegans ingår i släktet Homalomena och familjen kallaväxter.
Artens utbredningsområde är Sumatera. Inga underarter finns listade.